# Antonio Mario Radmilli
Antonio Mario Radmilli (Gorizia, 31 luglio 1922 – Pisa, 6 agosto 1998) è stato un archeologo e funzionario italiano, accademico dei Lincei, presidente dell'Unione internazionale delle scienze preistoriche e direttore del dipartimento di antropologia e paleontologia umana dell'Università di Pisa.

## Biografia
Fece le sue prime esperienze archeologiche sin da giovanissimo a 12 anni su un isolotto della Dalmazia, dove ritrovò i resti di un villaggio. Profugo dall'Istria in Italia, si iscrisse all'Università di Padova, dove conseguì la laurea; fu studente-lavoratore facendo il portabagagli alla stazione per poi essere assunto come custode al museo nazionale preistorico etnografico Luigi Pigorini di Roma, ubicato nel quartiere romano dell'EUR. Divenne cattedratico dell'Università di Pisa in giovane età.
A lui si devono i primi scavi scientifici della grotta Polesini di Tivoli, nel Lazio, che hanno riportato alla luce – tra gli altri – resti fittili preistorici di rilevante valore artistico, esposti nel museo Pigorini.
Aveva scelto come terra d'adozione l'Abruzzo, regione nativa della moglie Aurora De Carolis. In particolare, Bolognano gli conferì la cittadinanza onoraria per i suoi scavi che hanno contribuito a far conoscere la grotta dei Piccioni. Sempre in Abruzzo, tra il 1960 e il 1970, furono sue le ricerche che portarono alla scoperta di testimonianze della cultura di Ripoli dentro la grotta Sant'Angelo lungo le gole del Salinello e della cultura di Ortucchio nelle omonime grotte marsicane e nei siti archeologici situati lungo i bordi del Fucino. Fu ispiratore, sostenitore e consulente del museo delle genti d'Abruzzo di Pescara. Tra le sue pubblicazioni figurano La storia d'Abruzzo dalle origini all'età del bronzo e L'Abruzzo nei millenni: dal Paleolitico agli Italici.